# Contributions to Mineralogy and Petrology
Contributions to Mineralogy and Petrology ist eine seit 1947 erscheinende geowissenschaftliche Fachzeitschrift. Der erste Herausgeber war Otto Erdmannsdörffer. In ihr erscheinen Artikel über Petrologie, Geochemie und Mineralogie.

## Geschichte
- Heidelberger Beiträge zur Mineralogie und Petrographie, 1947–1957 (ISSN 0367-5769)
- Beiträge zur Mineralogie und Petrographie, (ISSN 0366-1369)